# 여주 이씨 옥산문중 고문서
여주이씨 옥산문중 고문서(驪州李氏 玉山門中 古文書)는 대한민국 경상북도 경주시 안강읍, 독락당에 있는 조선시대의 문서류이다. 2006년 7월 18일 대한민국의 보물 제1473호로 지정되었다.

## 개요
여주이씨 옥산문중에는 회재 이언적(晦齋 李彦迪, 1491-1553)을 비롯하여 이 가문의 세대별 고문서가 잘 보전되어 있다. 이들 문서는 16～20세기 초까지 그 어느 문중보다 수량이 많고 종류가 다양하며 내용도 풍부하여 귀중한 자료이다.
지정대상은 시기를 선조 이전의 문서로 한정하여 교서(敎書) 1점, 유지(有旨) 7점, 교지·첩(敎旨·牒) 20점, 급첩(給牒) 1점, 상소초(上疏草) 2점, 첩(帖) 1점, 입안(立案) 12점, 소지류(所志類) 7점, 분재기류(分財記類) 14점, 노비문기(奴婢文記) 18점, 토지문기(土地文記) 14점, 간찰(簡札) 1점 등 총 98건이다.
내용은 이언적의 관력(官歷)과 관련된 부분으로 특히 이언적의 학문적 위상을 고려하여 작성된 有旨를 비롯하여 세자시강원의 좌우부빈객을 역임할 당시 맺었던 친분으로 보낸 답장의 글인 인종수찰(仁宗手札)이 있다.
특히 납속(納贖)을 통해 신분적인 제약에서 벗어나는 허통급첩(許通給牒)은 신분사연구 자료로서 가치가 높으며, 노비문기 가운데 입안 절차를 밟아 입안을 받은 일괄문서가 16건이나 된다.
이들 옥산문중 고문서는 조선시대 신분사 및 사회·경제사연구에 중요한 자료이다.

## 같이 보기
- 독락당

## 참고 자료
- 여주 이씨 옥산문중 고문서 - 국가유산청 국가유산포털